# Клака
Клака (фр. claque) — організація власного сурогатного успіху або провалу чужого виступу групою підставних глядачів — клакерів, найнятих антрепренером, провідним актором, драматургом, оратором, політиком тощо.

## Історія походження
Як явище клака зародилася у Стародавньому Римі під назвою theatrales operae або fautore. У добу Відродження клака поширювалася у країнах Європи, насамперед у музичному театрі Італії. У XVII ст. по всій Європі зародилася професіональна клака, яка для забезпечення ілюзії успіху вистави, аплодувала на замовлення постановників вистави
у наперед вибраних місцях. Вони ж могли на замовлення провалити виставу конкурента.
У 1820-х роках у країнах Європи клака остаточно набрала професійного статусу, створювалися товариства які мали мету організацію успіху п'єси або вистави. Так у Парижі, наприклад, була створена «Організація страхування драматичних успіхів». У 1830-х роках термін клака був зафіксований у французькій мові.
Члени клаки мали свою роль під час вистави. Так у паризькій клаці були прості «ляскальщики», інші сміялися в комічних місцях вистави, «знавці» під час спектаклю «тонко» коментували гру акторів, «плакальники» плакали у зворушливих місцях, а жінки могли «непритомніти» в драматичні моменти. Керівник клаки на генеральній репетиції визначав клакерам їх реакцію по ходу спектаклю. Це вимагало від нього доброго знання театру. Для того щоб вистава або актори не мали успіху, клакери під час спектаклю робили несхвальні зауваження, шипіли, свистіли, тупали ногами.
Клакери працювали не тільки в театрі. Спеціальні клакери вели розмови про театр, прем'єри в модних місцях — кафе, на бульварах.
Клака у Києві на початку ХХ ст. для підтримки акторів вимагала від них 25-50 рублів за виставу, інакше могли його освистати.

## Сьогодення
Діяльність клаки була найбільш поширена тоді, коли театральна діяльність давала значний прибуток. З часом їх діяльність зійшла практично нанівець. На початку ХХІ століття відзначали вплив клаки на спектаклі в московському Большому театрі.
У сучасному театрі клака може маскуватися під театральну критику, журналістику, громадськість, журі. Приховані форми оплати можуть бути різними.